# Stade de Reims 2020-2021
Questa voce raccoglie le informazioni riguardanti lo Stade de Reims nelle competizioni ufficiali della stagione 2020-2021.

## Maglie e divise
| Casa | Trasferta | Terza maglia |

## Rosa
In corsivo i calciatori ceduti durante la stagione
| N. |                           | Ruolo | Calciatore        |
| -- | ------------------------- | ----- | ----------------- |
| 1  | Serbia (bandiera)         | P     | Predrag Rajković  |
| 2  | Belgio (bandiera)         | D     | Wout Faes         |
| 3  | Costa d'Avorio (bandiera) | D     | Ghislain Konan    |
| 5  | Marocco (bandiera)        | D     | Yunis Abdelhamid  |
| 7  | Francia (bandiera)        | C     | Xavier Chavalerin |
| 8  | Svizzera (bandiera)       | C     | Dereck Kutesa     |
| 9  | Paesi Bassi (bandiera)    | A     | Kaj Sierhuis      |
| 10 | Kosovo (bandiera)         | C     | Arbër Zeneli      |
| 11 | Senegal (bandiera)        | A     | Boulaye Dia       |
| 14 | Kosovo (bandiera)         | C     | Valon Berisha     |
| 15 | Zimbabwe (bandiera)       | C     | Marshall Munetsi  |
| 16 | Francia (bandiera)        | P     | Yehvann Diouf     |
| 17 | Grecia (bandiera)         | A     | Anastasios Donis  |
| 18 | Scozia (bandiera)         | A     | Fraser Hornby     |
| 20 | Camerun (bandiera)        | C     | Tristan Dingomé   |
| 21 | Francia (bandiera)        | A     | Nathanaël Mbuku   |

| N. |                           | Ruolo | Calciatore         |
| -- | ------------------------- | ----- | ------------------ |
| 23 | Guinea-Bissau (bandiera)  | C     | Moreto Cassamá     |
| 24 | Francia (bandiera)        | A     | Mathieu Cafaro     |
| 24 | Costa d'Avorio (bandiera) | D     | Emmanuel Agbadou   |
| 25 | Mali (bandiera)           | C     | Moussa Doumbia     |
| 27 | Francia (bandiera)        | A     | El Bilal Touré     |
| 28 | Belgio (bandiera)         | D     | Thibault De Smet   |
| 29 | Austria (bandiera)        | D     | Dario Maresic      |
| 30 | Senegal (bandiera)        | P     | Dialy N'Diaye      |
| 32 | Belgio (bandiera)         | D     | Thomas Foket       |
| 33 | Francia (bandiera)        | A     | Alexis Flips       |
| 33 | Mali (bandiera)           | D     | Fodé Doucouré      |
| 33 | Francia (bandiera)        | C     | Sambou Sissoko     |
| 34 | Francia (bandiera)        | A     | Hugo Ekitike       |
| 34 | Senegal (bandiera)        | C     | Dion Lopy          |
| 35 | Camerun (bandiera)        | C     | Moïse Sakava       |
| 36 | Francia (bandiera)        | C     | Mouhamadou Drammeh |

## Risultati

### UEFA Europa League
| Arbitro: | Attwell |

|  |           |            |
|  | Marcatori | 4’ Berisha |

| Arbitro: | Jug |

|                             |                      |                      |
| Evandro Stopira Hodžić Nego | Tiri di rigore 4 – 1 | Dia Abdelhamid Konan |